# She’s a Lady
She’s a Lady – czwarty singel promujący debiutancki album niemieckiego zespołu Blue System, Walking on a Rainbow. Został wydany w kwietniu 1988 roku przez hiszpański oddział BMG. Singel pod tym samym tytułem i wyprodukowany także przez Dietera Bohlena wydał również Les McKeown.

## Lista utworów
7" (Ariola, 1A 109 910) (BMG) rok 1988
| Nr | Tytuł                        | Długość |
| -- | ---------------------------- | ------- |
| 1. | She’s a Lady (Radio Version) | 3:48    |
| 2. | Voodoo Nights                | 3:23    |

12" (Ariola, 3A 609 910) (BMG) rok 1988
| No. | Tytuł                       | Długość |
| --- | --------------------------- | ------- |
| 1.  | She’s a Lady (Maxi Version) | 4:59    |
| 2.  | Voodoo Nights               | 3:23    |
| 3.  | G.T.O.                      | 3:28    |

## Notowania na liście przebojów (1988)
| Państwo   | Najwyższe miejsce |
| --------- | ----------------- |
| Hiszpania | 14                |

## Autorzy
- Muzyka: Dieter Bohlen
- Autor Tekstów: Dieter Bohlen
- Wokalista: Dieter Bohlen
- Producent: Dieter Bohlen
- Aranżacja: Dieter Bohlen
- Współproducent: Luis Rodriguez